# Dave's Picks, Vol. 10: Thelma, Los Angeles, CA 12/12/69
Dave's Picks, Vol. 10: Thelma, Los Angeles, CA 12/12/69 es el décimo álbum en vivo de Dave's Picks, serie de lanzamientos en vivo de la banda Grateful Dead. Fue publicado el 1 de mayo de 2014 a través del sello discográfico Rhino.

## Recepción de la crítica
El crítico de All About Jazz, Doug Collette, escribió: “[Dave's Picks, Vol. 10] captura un espectáculo completo de la banda casi exactamente en un punto de inflexión en su carrera a medida que se alejaron de la música en gran medida improvisada, posiblemente perfeccionada a principios de este mismo año”. En AllMusic, Fred Thomas escribió: “Dave's Picks, Vol. 10: Thelma, Los Ángeles, CA 12/12/69 captura al grupo en su actuación justo antes de que entraran al estudio para grabar lo que se convertiría en uno de sus álbumes más queridos, y están trabajando en el material tocando siete de las ocho canciones que se incluirían allí, así como un número inusualmente alto de canciones escritas o dirigidas por el teclista Pigpen. En el misterioso club de California llamado simplemente Thelma, The Dead ofrecieron actuaciones estelares del material antes mencionado de Workingman's Dead, así como una improvisación de media hora en su tema básico de blues en vivo «Turn On Your Love Light»”.

## Rendimiento comercial
Dave's Picks, Vol. 10 debutó en la lista Top Rock Albums de Billboard en el número 5 durante la semana del 17 de mayo de 2014. Debutó en la lista de todos los géneros de la revista el mismo día en el número 17. Dave's Picks, Vol. 10 es el debut más alto de la banda, vendiendo un total de 12,000 unidades en su primera semana. También es el álbum de Grateful Dead con la posición más alta en las listas desde que In the Dark alcanzó el puesto número 6 el 22 de agosto de 1987.

## Lista de canciones
Disco uno
1. "Cold Rain and Snow" (tradicional, arr. por Grateful Dead) – 5:53
2. "Me and My Uncle" (John Phillips) – 4:05
3. "Easy Wind" (Robert Hunter) – 9:33
4. "Cumberland Blues" (Jerry Garcia, Phil Lesh, Hunter) – 7:39
5. "Black Peter" (Garcia, Hunter) – 12:19
6. "Next Time You See Me" (William Harvey, Earl Forest) – 5:43
7. "China Cat Sunflower" (Garcia, Hunter) – 5:19
8. "I Know You Rider" (tradicional, arr. por Grateful Dead) – 5:55

Disco dos
1. "Turn On Your Lovelight" (Joseph Scott, Deadric Malone) – 31:57
2. "Hard to Handle" (Otis Redding, Alvertis Isbell, Allen Jones) – 4:40
3. "Casey Jones" (Garcia, Hunter) – 4:55
4. "Mama Tried" (Merle Haggard) – 2:37
5. "High Time" (Garcia, Hunter) – 7:34
6. "Dire Wolf" (Garcia, Hunter) – 4:51
7. "Good Lovin'" (Rudy Clark, Arthur Resnick) – 6:18
8. "I'm a King Bee" (James Moore) – 7:44

Disco tres
1. "Uncle John's Band" (Garcia, Hunter) – 8:39
2. "He Was a Friend of Mine" (tradicional, arr. por Grateful Dead) – 4:13
3. "Alligator" (Lesh, Ron McKernan, Hunter) – 4:08
4. "Drums" (Mickey Hart, Bill Kreutzmann) – 7:00
5. "Alligator" (Lesh, McKernan, Hunter) – 9:15
6. "Caution (Do Not Stop on Tracks)" (Grateful Dead) – 22:43
7. "Feedback" (Grateful Dead) – 7:11
8. "And We Bid You Goodnight" (tradicional, arr. por Grateful Dead) – 3:27

## Posicionamiento
| Gráfica (2014)                             | Pico de posición |
| ------------------------------------------ | ---------------- |
| Estados Unidos (Billboard 200)             | 17               |
| Estados Unidos (Billboard Top Album Sales) | 17               |
| Estados Unidos (Billboard Top Rock Albums) | 5                |